# Lasiocnemus fascipennis
Lasiocnemus fascipennis är en tvåvingeart som beskrevs av Engel och Cuthbertson 1939. Lasiocnemus fascipennis ingår i släktet Lasiocnemus och familjen rovflugor. Inga underarter finns listade i Catalogue of Life.